# Browsk
Browsk (biał. Броўск; ros. Бровск) – wieś na Białorusi, w obwodzie grodzieńskim, w rejonie świsłockim, w sielsowiecie Dobrowola, na terenie Parku Narodowego „Puszcza Białowieska”.
Według Pierwszego Powszechnego Spisu Ludności, przeprowadzonego w 1921 roku, wieś Browsk zamieszkiwało 18 osób w 4 domach, wszyscy mieszkańcy miejscowości zadeklarowali wówczas białoruską przynależność narodową oraz wyznanie prawosławne. 
W okresie międzywojennym wieś leżała w Polsce, w województwie białostockim, w powiecie bielskim, w gminie Masiewo.
Od nazwy miejscowości nazwane jest położone w Polsce Nadleśnictwo Browsk. Po zmianie granic w 1945 zachowało ono przedwojenną nazwę, mimo że siedziba nadleśnictwa - Browsk znalazła się po stronie sowieckiej. Tym samym Browsk jest jedyną miejscowością leżącą poza granicami Polski, która dała nazwę polskiemu nadleśnictwu.